# Wahshi ibn Harb
Wahshi ibn Harb, surnommé "Fils de la Guerre", également connu sous le nom d'Abu Dusmah, était un ancien esclave de Jubayr ibn Mut'im avant de devenir un affranchi et un Sahabi (compagnon du prophète islamique Muhammad). Il est surtout connu pour avoir tué lors de la bataille de Uhud un combattant musulman de premier plan, Hamza ibn 'Abd al-Muttalib, l'oncle de Muhammad, avant d'accepter l'Islam, et de tuer Musaylimah, principal meneur des armées apostates ennemies, qui menait la guerre contre les musulmans dans la grande apostatie.

## Pendant labataille d'Uhud
Wahshi (وحشي, qui signifie "Le sauvage")  était un lancier reconnu comme l'un des meilleurs de l'époque. Pour être libéré de l'esclavage, il accepta la proposition d'Hind bint Utbah à savoir tuer l'une des trois personnes suivantes : Muhammad, Ali ibn Abi Talib ou Hamza ibn 'Abd al-Muttalib, afin qu'elle puisse venger la mort de son père pendant la bataille de Badr.
Wahshi a répondu : 
« Je ne peux pas du tout approcher Muhammad, car ses compagnons sont plus proches de lui que quiconque. Ali est également extrêmement vigilant sur le champ de bataille. Cependant, Hamza est tellement furieux qu'en se battant, il ne prête aucune attention à aucun autre camp et il est possible que je puisse le faire tomber par un tour ou en le prenant au dépourvu. Hind était satisfaite de cela et a promis que s'il réussissait à faire ce travail, elle le libérerait de l'esclavage. Certains pensent que Jubayr a fait cette promesse à son esclave (Wahshi) car son oncle (de Jubayr) avait également été tué lors de la bataille de Badr. »
Wahshi raconta plus tard le déroulement de l'assassinat en disant : 
« Le jour de Uhud (625), je poursuivais Hamza ibn Abd al-Muttalib. Il attaquait le centre de l'armée comme un lion féroce. Il a tué tous ceux qu'il pouvait approcher. Je me suis caché derrière les arbres et les pierres, pour qu'il ne puisse pas me voir. Il était trop occupé à se battre. Je suis sorti de l'embuscade. Étant éthiopien, j'avais l'habitude de lancer mon arme comme des éthiopiens (un peuple reconnu pour son maniement de la lance) et je n'ai jamais manqué ma cible. J'ai donc jeté mon javelot vers lui à une distance précise après l'avoir déplacé d'une manière particulière. L'arme est tombée sur son flanc et est sortie d'entre ses deux jambes. Il voulait m'attaquer, mais une douleur intense l'a empêché de le faire. Il est resté dans le même état jusqu'à ce que son âme quitte son corps. Puis-je me suis approché de lui très soigneusement et après avoir sorti mon arme de son corps je suis retourné à l'armée de Quraysh et j'ai attendu ma liberté. »[réf. nécessaire]

## Conversion à l'Islam
Bien plus tard, alors insatisfait de la façon dont il était traité malgré son statut d'affranchi, il s'est converti à l'Islam après que Bilal Ibn Rabah, avec qui il avait partagé sa vie d'esclave, le convainc de se convertir. Il participa par la suite aux campagnes musulmanes et tua Musaylimah al-Kadhdaab lors de la bataille de Yamama en 632, ce qui lui vaudra le surnom honorifique de "Tueur de Musaylimah" (avant on se souvenait de lui uniquement pour être celui qui avait tué l'oncle du Prophète). À partir de ce moment, il gagna  le respect de ses coreligionnaires. 
Wahshi raconte l'histoire de sa conversion :
« Après la bataille d'Uhud, j'ai continué à vivre à La Mecque pendant assez longtemps jusqu'à ce que les musulmans aient conquis La Mecque. Je me suis ensuite enfui à Ta'if, mais bientôt l'Islam a également atteint cette région. J'ai entendu dire que, quelle que soit la gravité du crime d'une personne, Dieu lui a pardonné. J'ai donc atteint Muhammad avec Shahadatayn sur mes lèvres. Muhammad m'a vu et m'a dit "Es-tu le même Wahshi, l'Ethiopien ?" J'ai répondu par l'affirmative. Sur ce, il a dit : "Comment avez-vous tué Hamza ibn Abd al-Muttalib ?" J'ai fait un compte rendu de l'affaire. Muhammad a été ému et a dit : "Je ne devrais pas voir votre visage jusqu'à ce que vous soyez ressuscité, parce que la calamité déchirante est tombée sur mon oncle de vos mains". Il est expliqué par des érudits islamiques que la raison pour laquelle Wahshi a évité Muhammad n'était pas une colère continue contre Wahshi, mais au cas où Wahshi interpréterait un regard sur le visage de Muhammad comme de la colère pour lui, ce qui le rendrait désemparé. Wahshi dit : "Tant que Muhammad était en vie, je me suis caché de lui. Après sa mort, la bataille avec Musaylimah a eu lieu. J'ai rejoint l'armée de l'Islam et utilisé la même arme contre Musaylimah et j'ai réussi à le tuer avec l'aide d'un Ansar. Si j'ai tué le meilleur des hommes (Hamza ibn Abd al-Muttalib) avec cette arme, le pire homme n'a pas non plus échappé à sa terreur. »

## Voir également
- Liste des Sahaba non arabes
- Vue sunnite des Sahabas